# Marrella
Marrella es un género extinto de artrópodo conocido en el esquisto de Burgess, Cámbrico medio de la Columbia Británica. La única especie que contiene es Marrella splendens, el animal más común en el esquisto de Burgess.

## Historia
Marrella fue el primer fósil recogido por Charles Doolittle Walcott en el esquisto de Burgess, en 1909. Walcott describió a Marrella informalmente como un "cangrejo de encaje" y lo describió más formalmente como un trilobites extraño. Posteriormente fue reasignado a la ya desaparecida clase Trilobitoidea en el Tratado de paleontología de invertebrados. En 1971, Whittington llevó a cabo una nueva descripción del animal y, basándose en sus patas, branquias y apéndices de la cabeza, concluyó que no era ni un trilobites, ni un quelicerado, ni un crustáceo.
Marrella es uno de los varios organismos únicos similares a los artrópodos encontrados en el esquisto de Burgess. Otros ejemplos son Opabinia y Yohoia. Las características inusuales y variadas de estas criaturas fueron sorprendentes en el momento de su descubrimiento. Los fósiles, una vez descritos, ayudaron a demostrar que la fauna de cuerpo blando de Burgess era más compleja y diversa de lo que se había previsto.

## Morfología

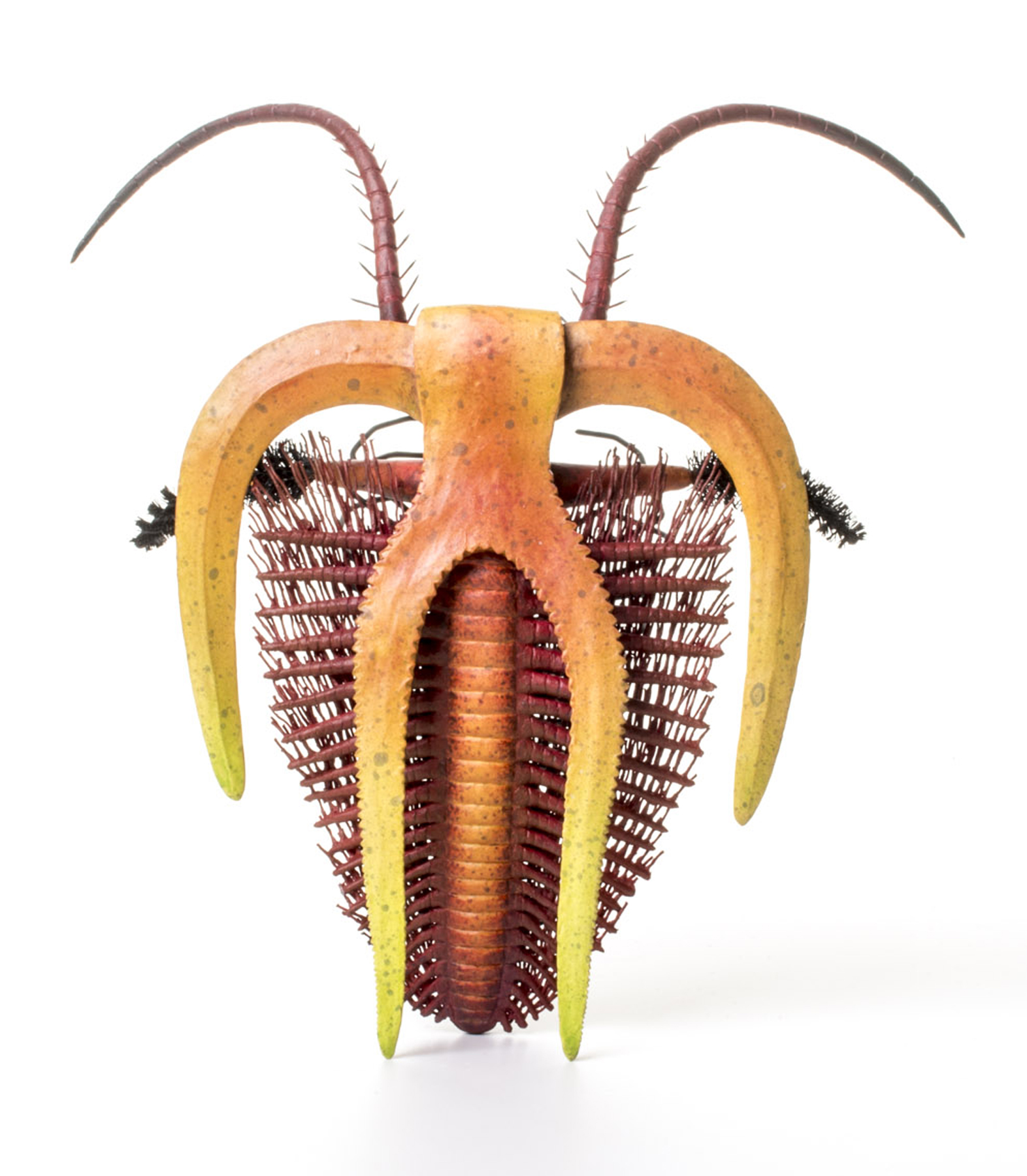
Reconstrucción de Marrella por el MUSE - Museo de Ciencia, en Trento

Marrella es un animal pequeño, de 2 cm o menos de longitud. El escudo cefálico tiene dos pares de púas largas hacia atrás. En la parte inferior de la cabeza hay dos pares de antenas, una larga y barredora, la segunda más corta y robusta. Marrella tiene un cuerpo compuesto por 24-26 segmentos corporales, cada uno con un par de apéndices ramificados. La rama inferior de cada apéndice es una pata para caminar, mientras que la superior es una larga y plumosa branquia. En el extremo del tórax hay un pequeño telson en forma de botón. No está claro cómo se endurecieron la cabeza y las espinas no mineralizadas. Marrella tiene demasiadas antenas, muy pocas patas cefálicas y muy pocos segmentos por pata para ser un trilobites. Carece de los tres pares de patas detrás de la boca que son característicos de los crustáceos. Las patas también son bastante diferentes de las de los crustáceos, con el primer par modificado en un solo par de pleópodos con un abundante suministro de sangre. La identificación de un patrón de red de difracción en especímenes de Marrella bien conservados demuestra que habría albergado un brillo iridiscente y, por lo tanto, habría aparecido colorido. Las manchas oscuras están a menudo presentes en las regiones posteriores de los especímenes, probablemente representando materia de desecho extruida o hemolinfa.

## Ecología

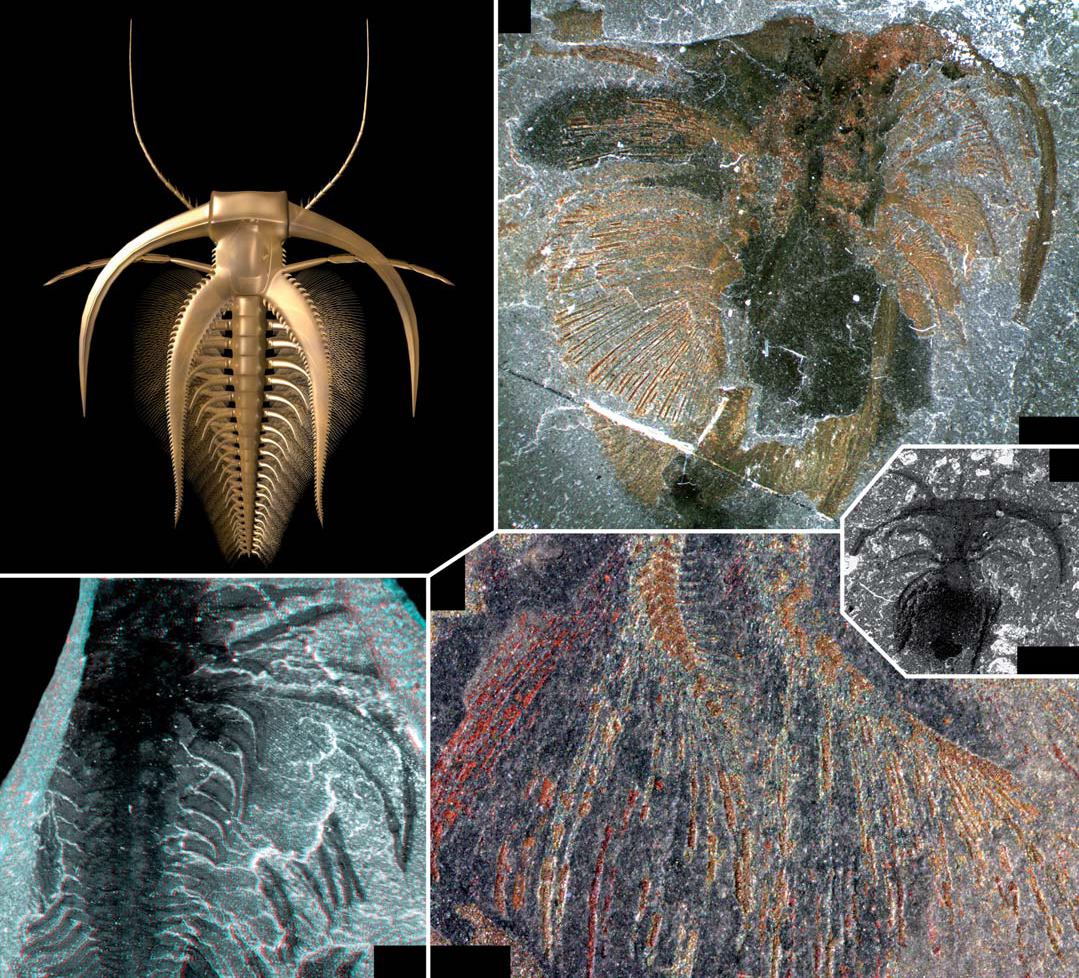
Marrella splendens por Haug et al. 2012 A - vista dorsal en un modelo 3D renderizado, basado en observaciones propias B-E - micrografías bajo luz polarizada
B - espécimen bien conservado USNM 83486f con los exópodos en una conservación "oxidada" (cf. García-Bellido y Collins 2006)
C - imagen estereoscópica del espécimen USNM 139665. Los exópodos de los miembros anteriores se superponen, separados por una fina capa de sedimento
D - detalle del espécimen ROM 56766A en conservación "oxidada". Aquí las espinas del lado lateral de los anillos del exópodo están bien conservadas
E - uno de los ejemplares más pequeños de M. splendens USNM 219817e que posee restos de apéndices conservados

Se cree que Marrella era un carroñero marino bentónico (que vive en el fondo) que se alimentaba de material detrital y particulado. Un ejemplar excepcional muestra al organismo fosilizado en el acto de la muda.

## Taxonomía
Actualmente se acepta que Marrella es un artrópodo troncal, es decir, que desciende de un ancestro común a él y a la mayoría o a todos los grupos de artrópodos principales posteriores. A pesar de su similitud superficial con los trilobites, no está más estrechamente relacionado con este grupo que con cualquier otro artrópodo.

## Abundancia
Marrella es el género más abundante en el esquisto de Burgess. La mayoría de sus especímenes provienen del "lecho de Marrella", un horizonte delgado, pero es común en la mayoría de los otros afloramientos del esquisto. Se han recogido más de 25.000 ejemplares; se conocen 5028 ejemplares de Marrella en el Lecho de Filópodos Mayor, donde constituyen el 9,56% de la comunidad.
Los marrellomorfos (organismos parecidos a Marrella) están bien distribuidos en otros depósitos del Cámbrico, y de hecho se conocen en sedimentos tan tardíos como el Devónico.